# Miêu Hoa
Miêu Hoa (tiếng Trung: 苗华; bính âm: Miáo Huá; sinh tháng 11 năm 1955) là Đô đốc Hải quân Quân Giải phóng Nhân dân Trung Quốc (PLAN). Ông là Ủy viên Ủy ban Trung ương Đảng Cộng sản Trung Quốc khóa XX, khóa XIX, hiện là Ủy viên Quân ủy Trung ương Đảng Cộng sản Trung Quốc, Ủy viên Ủy ban Quân sự Trung ương Cộng hòa Nhân dân Trung Hoa, Chủ nhiệm Bộ Công tác Chính trị Quân ủy Trung ương Trung Quốc. Ông từng là Chính ủy Hải quân Quân Giải phóng Nhân dân Trung Quốc và Chính ủy Quân khu Lan Châu.

## Tiểu sử

### Thân thế
Miêu Hoa là người Hán sinh tháng 11 năm 1955 tại thành phố Phúc Châu, tỉnh Phúc Kiến, nguyên quán ở Như Cao, Nam Thông, tỉnh Giang Tô.

### Giáo dục
Miêu Hoa tốt nghiệp kỹ sư tại Trường Đại học Công nghệ Quốc phòng Trung Quốc 

### Sự nghiệp
Tháng 12 năm 1969, Miêu Hoa gia nhập Quân Giải phóng Nhân dân Trung Quốc nhận nhiệm vụ chiến sĩ, Tiểu đội trưởng thuộc Tiểu đoàn 2, Trung đoàn 274, Sư đoàn 92, Tập đoàn quân 31, Quân khu Nam Kinh. Tháng 9 năm 1973, Miêu Hoa được kết nạp vào Đảng Cộng sản Trung Quốc. Sau đó, ông được cử làm Trung đội trưởng, Phó Chỉ đạo viên, Chỉ đạo viên Tiểu đoàn thuộc Tiểu đoàn 2, Trung đoàn 274, Sư đoàn 92, Tập đoàn quân 31. Năm 1983, Miêu Hoa được bổ nhiệm làm Chủ nhiệm Ban Chính trị Trung đoàn 276, Sư đoàn 92. Năm 1985, ông được bổ nhiệm giữ chức Chính ủy Trung đoàn 271, Sư đoàn 91. Năm 1987, ông được luân chuyển làm Chính ủy Trung đoàn 274, Sư đoàn 92.
Tháng 6 năm 1991, Miêu Hoa được bổ nhiệm giữ chức Chủ nhiệm Phòng Chính trị Sư đoàn 93. Tháng 7 năm 1995, ông được luân chuyển làm Chính ủy Sư đoàn 91. Tháng 8 năm 1999, Miêu Hoa được bổ nhiệm giữ chức Chủ nhiệm Cục Chính trị Tập đoàn quân 31, Quân khu Nam Kinh. Tháng 7 năm 2001, ông được phong quân hàm Thiếu tướng. Tháng 7 năm 2005, Miêu Hoa được bổ nhiệm làm Chính ủy Tập đoàn quân 12, Quân khu Nam Kinh.
Tháng 12 năm 2010, ông được bổ nhiệm giữ chức Chủ nhiệm Cục Chính trị Quân khu Lan Châu. Tháng 7 năm 2012, ông được bổ nhiệm làm Phó Chính ủy Quân khu Lan Châu kiêm Bí thư Ủy ban Kiểm tra Kỷ luật Đảng ủy Quân khu Lan Châu. Cùng tháng 7 năm 2012, Miêu Hoa được thăng quân hàm Trung tướng.
Ngày 14 tháng 11 năm 2012, tại phiên bế mạc của Đại hội Đảng Cộng sản Trung Quốc lần thứ 18, Miêu Hoa được bầu làm Ủy viên Ủy ban Kiểm tra Kỷ luật Trung ương Đảng Cộng sản Trung Quốc (CCDI). Tháng 7 năm 2014, Miêu Hoa được bổ nhiệm giữ chức vụ Chính ủy Quân khu Lan Châu, kế nhiệm Thượng tướng Lý Trường Tài nghỉ công tác trong quân đội. Tháng 12 năm 2014, sau năm tháng nhậm chức Chính ủy Quân khu tại địa phương Miêu Hoa được thuyên chuyển về trung ương làm Chính ủy Hải quân Quân Giải phóng Nhân dân Trung Quốc (PLAN), thay cho Đô đốc Lưu Hiểu Giang nghỉ công tác trong quân đội. Ngày 31 tháng 7 năm 2015, một ngày trước dịp kỷ niệm 88 năm thành lập Quân Giải phóng Nhân dân Trung Quốc (PLA), Miêu Hoa được phong quân hàm Đô đốc, hàm cao nhất trong Giải phóng Quân PLA.
Tháng 9 năm 2017, Miêu Hoa được bổ nhiệm làm Chủ nhiệm Bộ Công tác Chính trị Quân ủy Trung ương Trung Quốc thay Thượng tướng Trương Dương. Sau khi Tướng Trương Dương, Chủ nhiệm Bộ Công tác Chính trị Quân ủy không có tên trong danh sách đại biểu quân sự tham dự Đại hội Đại biểu toàn quốc lần thứ 19 của Đảng Cộng sản Trung Quốc được công bố ngày 6 tháng 9 năm 2017; thì ngày hôm sau 7 tháng 9 năm 2017, tướng Miêu Hoa, Chính ủy Hải quân Trung Quốc chính thức xuất hiện trước truyền thông với vai trò Chủ nhiệm Bộ Công tác Chính trị Quân ủy vốn do Trương Dương nắm giữ.
Ngày 24 tháng 10 năm 2017, tại phiên bế mạc của Đại hội Đảng Cộng sản Trung Quốc lần thứ XIX, Miêu Hoa được bầu làm Ủy viên Ban Chấp hành Trung ương Đảng Cộng sản Trung Quốc khóa XIX. Ngày 25 tháng 10 năm 2017, tại Hội nghị toàn thể lần thứ nhất của Ban Chấp hành Trung ương Đảng Cộng sản Trung Quốc khóa 19, ông được bầu làm Ủy viên Quân ủy Trung ương Đảng Cộng sản Trung Quốc nhiệm kỳ 2017 đến năm 2022. Sáng ngày 18 tháng 3 năm 2018, kỳ họp thứ nhất Đại hội đại biểu Nhân dân toàn quốc Trung Quốc khóa XIII họp phiên toàn thể lần thứ 6 bầu ông làm Ủy viên Ủy ban Quân sự Trung ương Cộng hòa Nhân dân Trung Hoa nhiệm kỳ 2018 đến năm 2023.
Tối ngày 28 tháng 11 năm 2024, theo thông báo chính thức của Bộ Quốc phòng Trung Quốc thì ông Miêu Hoa bị điều tra do "vi phạm kỷ luật nghiêm trọng" - cụm từ thường được hiểu là vi phạm về chính trị hoặc phạm tội tham nhũng